# Manyū Hiken-chō
Manyū Hiken-chō (ま-にゅう ひけん-ちょう) est une série manga japonaise écrite et illustrée par Hideki Yamada. Situé dans une version parallèle de la période Taihei Edo, la série suit la kunoichi aux gros seins, Chifusa Manyū. Le manga a commencé sa publication dans le magazine de seinen manga d'Enterbrain, Tech Gian en 2005. Une adaptation d'anime produite par Hoods Entertainment a été diffusée au Japon de juillet à septembre 2011.